# Wijken en buurten in Bernisse
De Nederlandse gemeente Bernisse is voor statistische doeleinden onderverdeeld in wijken en buurten. De gemeente is verdeeld in de volgende statistische wijken:
- Wijk 00 Abbenbroek (CBS-wijkcode:056800)
- Wijk 01 Heenvliet (CBS-wijkcode:056801)
- Wijk 02 Geervliet (CBS-wijkcode:056802)
- Wijk 03 Zuidland (CBS-wijkcode:056803)
- Wijk 04 Oudenhoorn (CBS-wijkcode:056804)

Een statistische wijk kan bestaan uit meerdere buurten. Onderstaande tabel geeft de buurtindeling met kentallen volgens het Centraal Bureau voor de Statistiek (2008):
| CBS-buurtcode | Buurtnaam               | Inwonertal | Opp. totaal (ha) | Opp. land (ha) | Ligging                |
| ------------- | ----------------------- | ---------- | ---------------- | -------------- | ---------------------- |
| BU05680000    | Abbenbroek              | 960        | 51               | 51             | Locatie in de gemeente |
| BU05680001    | Poldergebied Abbenbroek | 330        | 904              | 895            | Locatie in de gemeente |
| BU05680100    | Heenvliet               | 610        | 41               | 38             | Locatie in de gemeente |
| BU05680101    | Bloemendaele            | 700        | 19               | 19             | Locatie in de gemeente |
| BU05680102    | Ravensteijn-West        | 1150       | 23               | 21             | Locatie in de gemeente |
| BU05680103    | Poldergebied Heenvliet  | 170        | 396              | 379            | Locatie in de gemeente |
| BU05680200    | Geervliet               | 350        | 17               | 17             | Locatie in de gemeente |
| BU05680201    | Geervliet-Noordoost     | 1310       | 31               | 28             | Locatie in de gemeente |
| BU05680202    | Simonshaven             | 300        | 30               | 29             | Locatie in de gemeente |
| BU05680203    | Poldergebied Geervliet  | 250        | 1602             | 1461           | Locatie in de gemeente |
| BU05680300    | Zuidland                | 2220       | 49               | 49             | Locatie in de gemeente |
| BU05680301    | De Kerckhoek            | 1590       | 20               | 20             | Locatie in de gemeente |
| BU05680302    | Poldergebied Zuidland   | 1390       | 1832             | 1757           | Locatie in de gemeente |
| BU05680400    | Oudenhoorn              | 800        | 48               | 48             | Locatie in de gemeente |
| BU05680401    | Polder Nieuwenhoorn     | 110        | 110              | 110            | Locatie in de gemeente |
| BU05680402    | Polder Oudenhoorn       | 290        | 816              | 811            | Locatie in de gemeente |